# Hôpital universitaire Arnau de Vilanova
L'Hôpital universitaire Arnau de Vilanova est un hôpital situé à Lérida dans la communauté autonome de Catalogne, en Espagne.
Fondé en 1956, c'est l'hôpital de référence pour la province de Lérida et pour quelques comarques de la frange d'Aragon.